# ヴェイユ群
数学において、ヴェイユ群(Weil group)は、 Weil (1951)で導入され、類体論で使われる絶対ガロア群の局所体や大域体での変形である。そのような体 F に対して、ヴェイユ群は一般に WF と記される。ガロア群の「有限なレベル」の変形も存在し、E/F を有限拡大としたときの E/F の相対ヴェイユ群(relative Weil group)が WE/F = WF/W c
E  である（この記号 c は交換子部分群による完備化を意味している。）。
ヴェイユ群について、詳しくは、(Artin & Tate 2009) や (Tate 1979) や (Weil 1951) を参照。

## 類構造におけるヴェイユ群
基本類 uE/F ∈ H2(E/F, AF) を持つ類構造(class formation)に於けるヴェイユ群(Weil group)は、変形されたガロア群の一種であり、類体論の様々な定式化に使われ、特にラングランズ・プログラムの定式化において使われる。
E/F が正規レイヤであれば、E/F の（相対）ヴェイユ群 WE/F は、拡大
1 → AF → WE/F → Gal(E/F) → 1
であり、（中心拡大として第二群コホモロジー(group cohomology)の元と解釈することにより、）H2(Gal(E/F) AF) の中の基本類 uE/F へ対応する。全体の構成のヴェイユ群は、G の開部分群 F に対して、すべてのレイヤ
G/F のヴェイユ群の逆極限として定義される。
類構造 (G, A) の相互写像は、AG からヴェイユ群のアーベル化への同型を導く。

## アルキメデス的局所体のヴェイユ群
アルキメデス的局所体に対し、ヴェイユ群は容易に記述される。C に対しては、ヴェイユ群は非零である複素数の群 C× であり、R に対しては、非零の複素数の群によるオーダー 2のガロア群の非分岐拡大であり、非零の四元数群の部分群 C× ∪ j C× と同一視できる。

## 有限体のヴェイユ群
有限体に対するヴェイユ群は、無限巡回群である。非常に重要な生成子はフロベニウス自己同型である。数論的フロベニウス(arithmetic Frobenius)のようなある記法では、（フロベニウスか、あるいはその逆として）生成しの固定部分をトレースすることができる。

## 局所体のヴェイユ群
標数 p > 0 の局所体のヴェイユ群は、定数体（すべての有限部分体の合併）上のフロベニウス自己同型の羃として作用する元の絶対ガロア群の部分群である。
p-進体のヴェイユ群は、絶対ガロア群の稠密な部分群であり、剰余体のガロア群の像がフロベニウス自己同型の整数羃であるような元すべてで構成される。
さらに、これらの場合、ヴェイユ群は部分空間のトポロジーをもたず、より良いトポロジーを持つ。このトポロジーは部分空間のトポロジーを惰性部分群により与え、ヴェイユ群の開部分群であるとすることにより定義される（結果としてのトポロジーは、局所的に射有限(locally profinite)である）。

## 函数体のヴェイユ群
標数 p>0 の大域体（函数体）のヴェイユ群は、（すべての有限部分体の合併である）定数体上のフロベニウス自己同型の羃として作用する元の絶対ガロア群の部分群である。

## 数体のヴェイユ群
数体の場合は、拡大を構成するコサイクルを使うことなしにヴェイユ群を「自然に」構成する方法は知られていない。ヴェイユ群からガロア群への写像は全射で、その核はヴェイユ群の同一視される連結成分であるが、非常に複雑である。

## ヴェイユ・ドリーニュ群
非アルキメデス的局所体の K のヴェイユ・ドリーニュ群スキーム(Weil–Deligne group scheme)（あるいは、簡単にヴェイユ・ドリーニュ群(Weil–Deligne group)） W′K は、1 次元加法群スキーム Ga によるヴェイユ群 WK の拡大として、Deligne (1973, 8.3.6) により導入された。この拡大では、ヴェイユ群は、加法群の上で
{\displaystyle \displaystyle wxw^{-1}=\|w\|x}
として作用する。ここに w は a→aq||w|| として位数 q の剰余体上に作用する。
K 上の GLn の局所ラングランズ対応(local Langlands correspondence)は、GLn(K) の許容既約表現の同型類と K のヴェイユ・ドリーニュ群のある n 次元表現の間に自然な全単射が存在することを言っている（現在は証明されている）。
ヴェイユ・ドリーニュ群は、その表現を通して示されることがよくある。その場合は、ヴェイユ・ドリーニュ群は、WK × SL(2,C) や WK × SU(2,R)、あるいは、その代わりに簡単に WK のヴェイユ・ドリーニュ表現(Weil–Deligne representation)として使うことがある。
アルキメデス的な場合は、ヴェイユ・ドリーニュ群はヴェイユ群として簡単に定義される。